# Tute
El tute (del italiano tutti: todos, los caballos o reyes) es el juego de naipes más arraigado en España, seguido muy de cerca por el mus. Tiene varias modalidades y se puede jugar entre dos, tres o cuatro jugadores. El objetivo del juego consiste en sumar tantos. Se emplea la baraja española de cuarenta cartas, con las únicas excepciones del tute subastado y el tute pierde en medio en los que se suprimen los doses. 
Existen campeonatos y jugadores profesionales de tute.

## Valor de las cartas
El orden de las cartas, de mayor a menor es: as (1), 3, rey (12), caballo (11), sota (10), 7, 6, 5, 4 y 2. 
Puntuación de cada carta:
| Nombre  | Cartas | Valor (puntos) |
| ------- | ------ | -------------- |
| As      |        | 11             |
| Tres    |        | 10             |
| Rey     |        | 4              |
| Caballo |        | 3              |
| Sota    |        | 2              |

El total de puntos es 120.
El resto de las cartas no tienen valor y se las denomina cartas blancas.

## Diferentes tipos de tute
- Tute corriente (original)
- Tute subastado
- Tute gana-pierde

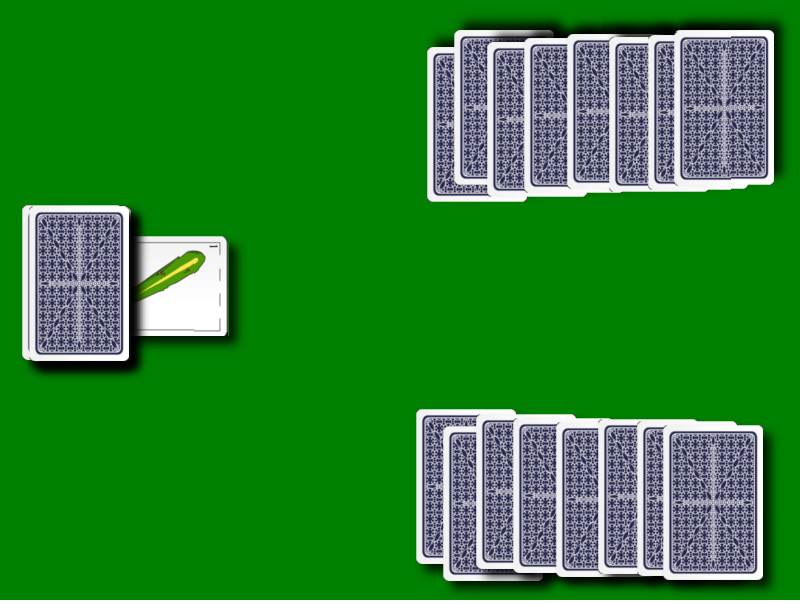
En el tute a dos, o habanero se reparten solo ocho cartas y se van tomando del mazo a medida que se juegan bazas sucesivas

- Tute pierde en medio (o "tute cabrón")
- Tute cabrero (o "más y menos")
- Tute habanero para 2 jugadores.

## Consideraciones previas
El tute corriente u original es un juego de cartas por parejas. Juegan dos parejas, que no podrán hacerse señas ni podrán dar pistas al compañero. Cada pareja debe tener más puntos que la pareja contraria para ganar.

## Reglas básicas
El tute se juega por bazas. En una baza cada jugador, por turno, juega una carta. El jugador que comienza se llama jugador "mano". La primera mano comienza por darse por abajo. El orden para jugar continúa por el jugador que está a la derecha del "mano". La primera carta jugada se llama "carta de salida".
Siempre hay un palo que "pinta" o "triunfo". Las cartas del palo de triunfo les ganan a las otras cartas.
La carta más alta del mismo palo de la carta de salida gana la baza. Si la baza contiene cartas del palo de triunfo, gana la carta de triunfo de mayor valor.
Por ejemplo, si la primera carta jugada ha sido un cinco de oros y el palo de triunfo es copas, sucedería lo siguiente al jugar estas cartas:
- Seis de oros: gana, porque es de oros y de mayor valor que el cinco.
- Cuatro de oros: pierde porque es de menor valor.
- Dos de copas: gana por ser del palo de triunfo.
- Nueve de bastos: pierde por no ser del palo de la carta de salida ni del palo de triunfo.

Obligaciones de los jugadores:
1. Los jugadores (excepto el jugador "mano") están en la obligación de ganar la baza, si tienen cartas que les permitan hacerlo.
2. En orden de prioridad, tienen la obligación inicial de "asistir" y "montar", si les es posible.
  - "Asistir" significa que deben jugar una carta del palo de salida
  - "Montar" significa que deben superar el valor de la carta de salida. Si no es posible "montar", todavía están en la obligación de "asistir".
3. En caso de no poder "asistir", un jugador deberá "fallar". Es decir, tendrá que jugar una carta del palo de triunfo.
4. Si ya ha sido jugada alguna otra carta de triunfo, el jugador tendrá la obligación de "pisar", es decir, jugar una carta de triunfo superior. Si no se puede "pisar", no se está en la obligación de "fallar", pudiendo jugar cualquier otra carta.
5. Finalmente si no se tiene una carta que permita "asistir" o "fallar", se podrá jugar cualquier otra carta. A esto se le denomina "contrafallar".
6. Si se descubre que un jugador no cumple con la obligación de "asistir", "montar", "fallar" y "pisar" pudiendo hacerlo, se dice que comete "renuncio" y pierde la partida.

## Comienzo del juego
El tute dispone de su propio modo justo de saber quien da la cartas para el primer juego de la partida y por tanto quien será el mano (el primero en salir, el de la derecha del que las da). Aunque este modo es opcional. A lo largo del juego, es simple. Es decir, las da el que salió, (el mano), en el juego anterior. Pero al primer juego, los jugadores deben acordar quien las da. Si no existiera acuerdo, el propio Tute, dispone de una opción y es que un jugador cualquiera (esto no tendrá efectos posteriores), las baraja y comienza a repartir las cartas a sus compañeros dándolas la vuelta y poniéndoselas boca arriba. El primero que recibe un rey, es el que las reúne de nuevo y las vuelve a barajar y entonces las reparte de manera normal. Este sistema es común en muchos juegos de cartas sobre todo de juegos con la baraja española.
Entre dos jugadores: se reparten ocho (generalmente) o siete cartas. En total catorce y la siguiente se coloca debajo del mazo que resta vuelta del revés de manera que se vea ya que es el pinte. En este caso el juego dura a lo largo de veinte bazas. Durante las primeras doce o trece bazas, al finalizar cada una de estas, ambos jugadores robarán una carta del mazo y añadirán a las suyas, robando primero siempre quién haya ganado la baza. La última, la del pinte la recogerá el último el robar, es decir, el que pierda la baza número doce o trece, dependiendo de si se juega con ocho o siete cartas respectivamente. En ese momento ambos jugadores volverán a tener una vez más el mismo número de cartas en la mano, que al principio y quedarán exactamente el mismo número de bazas por jugar, hasta llegar a veinte. Este tipo de tute entre dos, es diferente del resto, ya que no se tiene la obligación de acompañar en las bazas, hasta la última baza en las que haya que robar carta. A partir del momento en que uno de los jugadores, roba la carta del pinte, las normas vuelven a ser iguales. Ya existe de nuevo obligación de "asistir", "montar", "fallar" y "pisar".
Entre tres jugadores: Se reparten todas las cartas, sobrando una que se coloca de pinte sobre la mesa y que no juega, salvo en una excepción que se explica más adelante. Una vez repartidas, cada jugador debe tener trece cartas. Y en todo el juego existe la obligación de "asistir", "montar", "fallar" y "pisar". En esta modalidad, suele ser frecuente anotar los juegos perdidos y no los ganados, por lo que el jugador que antes llegue a 8, 10 o 12 (generalmente) juegos perdidos, es el que pierde y el que menos de estos tenga anotados el que gana. Apuntando una pérdida al que menos tantos hiciera. Sin embargo, en el caso de hacer dos juegos un jugador, los otros dos se apuntan uno cada uno como perdidos con independencia de los puntos que tengan.
Entre cuatro jugadores: Esta modalidad suele ser la más vista, sobre todo en el caso de competiciones y generalmente se juega por equipos de dos, siendo raro el caso en el que no es así. Se reparten las cuarenta cartas, teniendo diez cada uno. El que reparte, se queda con la última pero habrá de mostrarla poniéndola en el centro de la mesa o bien dejándola volteada en la mano del jugador durante al menos una ronda antes de poder recogerla, ya que es la única manera de demostrar a todos de manera fiable en que palo triunfa el juego y en este caso, esa carta sí que juega. Es obligatorio nuevamente "asistir", "montar", "fallar" y "pisar" en todo el juego. Pese a ser por equipos en el tute no hay señas entre compañeros como en el caso de la Brisca muy similar, aunque no igual o en el mus. Frecuentemente ambos equipos nombran entre ellos a un "jefe", "coordinador" o "capitán de equipo" según zonas o costumbres, para hacer más cómodo el recuento de puntos al final y en lugar de contar dos grupos de cartas por separado y sumarlos, solo se cuenta uno, y este miembro del equipo es siempre quién las recoge del centro de la mesa cuando su equipo gana una baza.
La carta del pinte suele ser cambiada, con una sola excepción. Que saliera un 2. Si saliera, As, Tres, Rey, Caballo o Sota, que deben jugar la partida, se ha de intercambiar por el 7 de su palo, y por el jugador que posea ese 7, con el que posteriormente sucede lo mismo, pues 7, 6 y 5, también se han de cambiar por el 2, a fin de no dejar una carta útil fuera de juego y con independencia de si se hizo antes el cambio anterior o no. La única carta exenta de la obligación de cambio es el 4, pues los efectos entre estas dos cartas en el transcurso de un juego son prácticamente iguales, y al hacerlo, estaríamos dejando fuera de juego, la única carta (el dos) que podríamos superar con ese cuatro, por lo que a la práctica el cambio es indiferente. Este cambio solo lo puede hacer quien tenga el 7 o el 2, respectivamente, de ese palo en el que pinta, pues solo con estas se puede cambiar. Además, ninguna carta superior al 7 se puede cambiar directamente por el 2. El jugador que posea el 2 habrá de esperar a que el jugador que posea el 7 realice el cambio. Si este se retrasa, antes de empezar la primera baza, se deberá "pedir el 7" y/o poner (quién lo tenga) su 2 boca arriba junto a la carta que espera a ser cambiada, a fin de buscar el 7. Quién lo lleve, habrá de realizar el cambio dejando su 7 y el jugador del 2, dejará éste para tomar el 7. Esto es aplicable al cien por cien y se debe hacer en el modo de tres jugadores antes de iniciar la primera baza. En el modo de dos jugadores, solo podrá hacerse al principio, si se llevan estas cartas en la mano, de lo contrario habrá que esperar a que aparezcan al robar del mazo y se hará el cambio automáticamente, rodándose en realidad la anterior carta del pinte y no la robada queda en el puesto de la anterior. Si en este caso, la carta del pinte original es superior al 7, aunque aparezca el 2, se habrá de esperar a la baza en la que aparezca el siete al robar, si dadas las características del trascurso del juego en esta modalidad, no hubiera quedado remedio que poner el 2 sobre la mesa en una de las bazas, antes de que apareciera el 7, puede ser cambiado por el 4, por lo que se explicaba antes y en defecto del cuatro no ser cambiado en todo el juego, por lo que el 5, 6 o 7, que estuviera en el pinte, permanecería fuera de juego. En la modalidad de cuatro no es aplicable esto, pues al jugar con todas las cartas, y ser el pinte el palo de la última, se la queda automáticamente, tras mostrarla, el que repartió, pues es a quien le corresponde quedarse la última, ya que comenzó a repartir por "el mano", a su derecha. De lo contrario él tendría una carta de menos.
Partiendo de lo explicado anteriormente, se escoge el modo en función del número de jugadores y se reparten todas las cartas. La primera vez pinta el palo de oros y el jugador que posea el dos de oro será mano (el jugador que empieza). Cada vez que se jueguen todas las cartas, el jugador que ha sido mano reparte y pinta una carta, y ahora será mano el jugador a su derecha.
Para pintar una carta únicamente hay que levantar una carta sin mirar y el palo que salga pintará.
Otra variante es que la última carta repartida se enseña y pinta en su palo. (La variante tradicional en España y explicada más arriba).
Cuando se hayan jugado todas las cartas se cuentan los puntos y el equipo que tiene más puntos gana la ronda. El juego puede ser en una o varias rondas. El jugador o el equipo que consigue ganar más rondas es el ganador de la partida.
Las cartas de las bazas jugadas en realidad, no pueden mirarse hasta el final del juego. Con independencia de lo que se ve frecuentemente. No es justo, pues el juego cuenta con que a veces no recuerdes qué salió y qué no salió ya.

## Cantes

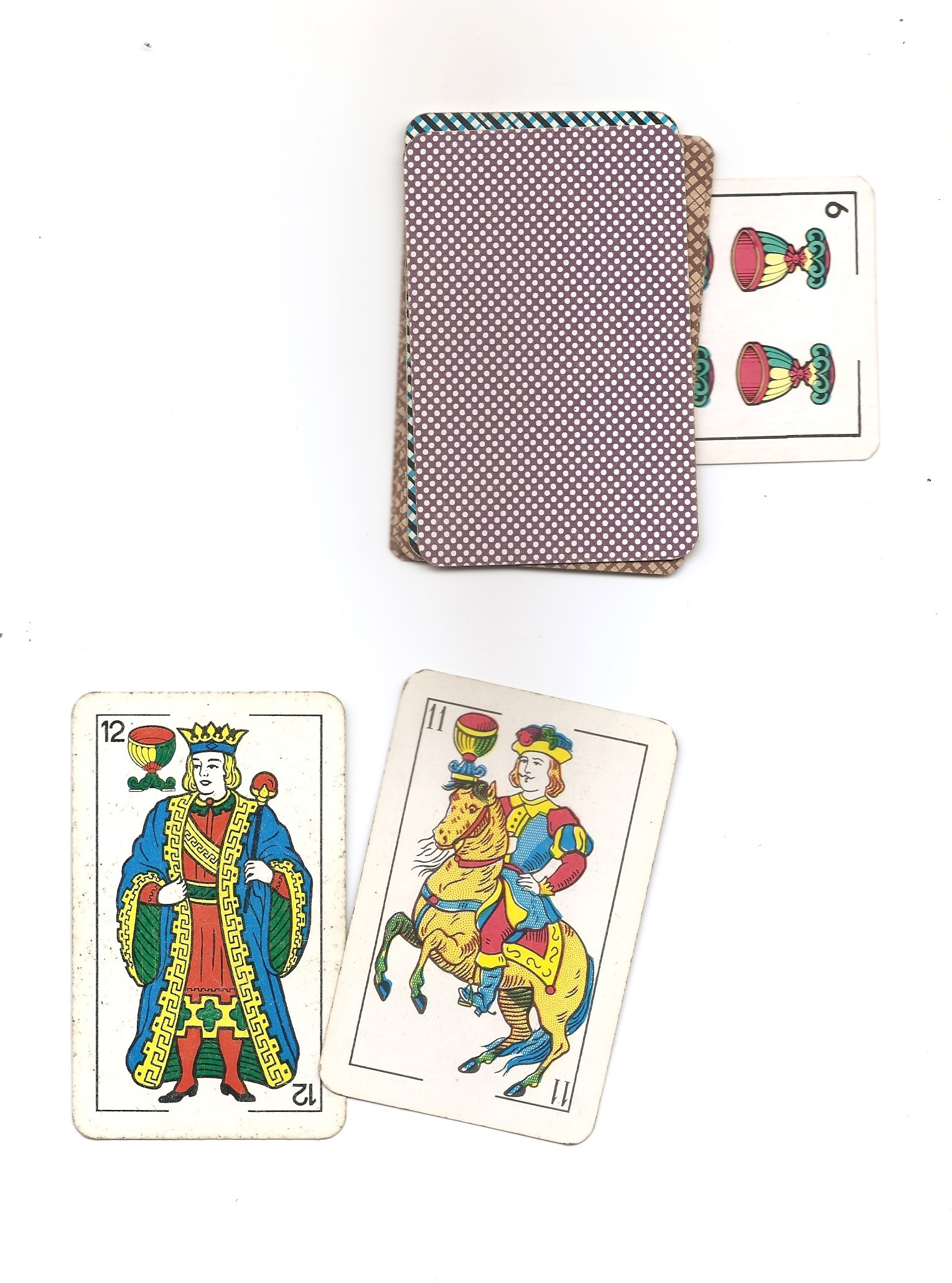
Las cuarenta en un juego de Tute con copas como palo de triunfo

Los cantes son jugadas especiales que se realizan después de ganar la primera baza (en equipo o de forma individual) y cuando se tiene cierta combinación de cartas en la mano.
| Cante         | Cartas                           |
| ------------- | -------------------------------- |
| Canta las 40  | Caballo y rey del palo que pinta |
| Canta 20      | Caballo y rey de otro palo       |
| Se canta tute | Cuatro reyes o cuatro caballos   |

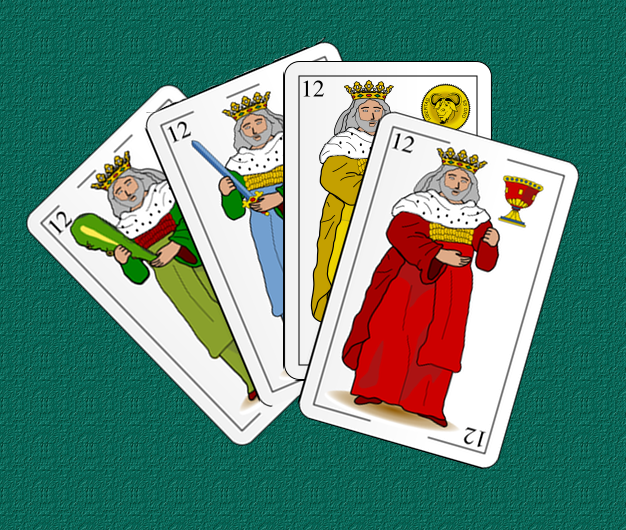
Tute (de reyes), cuatro reyes.

Si algún equipo canta las 40 o 20, se suma esa puntuación a la puntuación total de las cartas, al finalizar. Si algún equipo canta tute ha ganado dos juegos (en algunas variantes si se canta tute se gana toda la partida).[cita requerida]
- Si se tienen dos o más cantes, se canta la primera vez cuando se consigue la primera baza, otra vez cuando se consigue la segunda, etc.
- Siempre prioridad a las 40, es decir, siempre se cantan primero las 40 y después el resto de cantes de otros palos.
- En el caso de cantar tute, dado que son dos juegos ganados, es independiente ya de que dispongas de las 40 o de 20, a la primera baza que se gana, se ha de cantar el tute, de lo contrario, el tute no consta y se sigue jugando.
- Si en la primera baza que se gana, no se canta nada, disponiendo de con qué hacerlo, ya no se podrá hacer y el juego continuará adelante como si no dispusieras, ni de 20 en ningún palo, ni de 40 en el del pinte, ni, por supuesto de un supuesto tute de caballos o reyes.
- A primera baza ganada y su falta de información al respecto, se entiende que no hay nada, pues lo que hubiera ya no tiene efecto. Esto solo es aplicable así jugando entre tres o cuatro jugadores.
- En el caso de dos jugadores, se puede cantar, hasta que se acabe el mazo de robar. A partir de la primera baza que se gana y en la que ya no hay más cartas a robar (incluida esa baza), ya no es posible cantar así como hacer tute. Puedes tener la posibilidad en las cartas pero ya no se puede realizar el cante, ni por supuesto la consiguiente suma de puntos.

## Puntuaciones
Si los equipos empatan en una ronda a 65 puntos cada uno, gana el que ha conseguido la última baza o según otras reglas el que empieza, es decir el siguiente del que reparte las cartas.[cita requerida]
Hay que tener en cuenta que a la puntuación total de 120 hay que agregar las diez de últimas o diez de monte, que son diez puntos que se apunta el que gana la última baza. Si un equipo pasa de 65 puntos ha ganado un juego. Superando los 120 puntos (o sea, con 121) se habría ganado dos juegos, aunque frecuentemente se ve que los dos juegos se anotan a partir de los 101 y probablemente se deba a que conseguir 121 puntos en un juego es una tarea bastante complicada, teniendo en cuenta que todos los jugadores deben ajustarse a la norma de que, a menos que no puedan, deben superar la carta anterior o fallar, con lo que están predispuestos a la obligación de ganar. Esto produce una fuerte competencia a la hora de ir sumando puntos y hace que conseguir dos juegos en uno ocurra con bastante poca frecuencia. Matemáticamente sería casi nula la posibilidad a menos que el contrincante tuviera malas cartas o hiciera un renuncio. 
El equipo que llegue a ocho, diez o doce juegos gana (esto depende de la variante o de la costumbre de los jugadores).
Lo que sigue, es aplicable solo en el caso de un juego entre 2 individuales, o entre 4 por equipos de dos. Entre tres, los tantos varían.
Si alguien canta 20 y tiene las 10 de últimas (10 de monte), (30 puntos extra), habrá que superar 75 puntos entre la suma de los tantos (As, tres, rey, caballo y sota) obtenidos en las bazas para poder ganar.
Si alguien canta 40 y tiene las diez de monte (50 tantos extra) habrá que superar 85 puntos para ganar. En este caso si el equipo rival (el que no ha cantado las 40) no llega como mínimo a 70 puntos, no salva el juego y el otro equipo gana dos juegos.

## Otras consideraciones
Arrastrar
Se denomina así cuando un jugador sale por el palo que pinta. En este caso, el jugador contrario debe ir al palo, esto es, debe tirar también una carta mayor del palo que pinta y, si no tiene, una carta menor del palo que pinta. Si tampoco tiene, puede echar cualquier carta, con lo que pierde la baza. En España además, está muy arraigado llamar arrastrar no solo a lo anterior, sino también a volver a salir del mismo palo anterior una o dos veces más, fuera cual fuera, ya que los efectos son parecidos, pues agotas ese palo y al final obligas a "fallar" a alguno de los demás jugadores que por tanto echará del pinte.
Irse del fallo
Si alguien falla los siguientes jugadores pueden tirar una carta que les convenga si no pueden subir el contrafallo, es decir, una vez que alguien falle los demás jugadores no deberán tener en cuenta la norma de superar la carta, a no ser que también fallen, pues en presencia del palo del pinte en la baza si uno falla habrá de superar la carta del palo de triunfo que el anterior en fallar echara. Se achica también el que teniendo un as opta por no jugar dicha carta para tratar de comer el tres.
Tirar las cartas
Si un jugador ve que tiene unas cartas muy malas (la puntuación de las cartas que tiene en la mano no supera los 10 puntos) se tiran las cartas y vuelve a dar el mismo que había dado.
Renuncio
Un jugador hace renuncio si ha cometido un error al jugar las cartas. Un renuncio se hace cuando se tira una carta de un palo que no es el que debiera, cuando no se supera el valor del palo pudiendo haberlo superado, cuando se falla y no se tendría porque haber fallado o cuando se canta y es mentira. Si un equipo canta renuncio está acusando al equipo rival de jugar mal (sin querer o a propósito), entonces se comprueba las jugadas y si se demuestra que se ha hecho renuncio el equipo que lo cantó, ganará dos juegos. En caso de que un equipo cante renuncio y se compruebe que no hay tal renuncio (se compruebe que se ha jugado limpiamente) el equipo contrario será el que gane dos juegos.
Tener fallo o semifallo
Si inicialmente un jugador no tiene ninguna carta de un palo concreto, se dice que tiene fallo a ese palo. Este hecho es muy interesante porque podrá comerse el as de ese palo con bastante probabilidad. Si solo se tiene una carta de un palo, se dice que se tiene semifallo a ese palo. En este segundo caso podrá ganar la segunda ronda que se juegue de ese palo y con un poco más de suerte podrá comerse el 3.
Cargar
En el caso de jugar cuatro por equipos de dos, se puede aplicar a varias jugadas aunque el caso más típico es el de cargar el 3. Si un jugador tiene un 3 de un palo, normalmente ganará la segunda baza que se juegue a ese palo (ya que la primera suele ser ganada por el as). Sin embargo, por miedo a que alguien con semifallo a dicho palo le coma el 3, puede "cargar" (echar) el 3 en una baza que se vea ganada por su compañero a costa de perder la posibilidad de ganar otra baza, pero asegurando 10 puntos.
Contra el as, nunca arrastrarás
Refrán popular utilizado para aconsejar a alguien que no arrastre si el as todavía está por salir y sobre todo si le ha pintado. ya que estás destinado a perder la baza y siempre cantará las 40 fijo.Se va a por las 40 siempre que no se tenga parte de ellas.
Otros
Cuando se está jugando una mano entre dos participantes, aún quedan cartas en el mazo para robar, y el jugador tira cualquier carta correspondiente al palo del triunfo, la mano estará en la obligación de responder con otra carta del palo del triunfo pero no estará en la obligación de matar o hacer la baza.
Si por el contrario la mano no tiene una carta del palo del triunfo para responder a su rival podrá tirar la carta que desee, sin embargo el jugador mano estará en la obligación de mostrarle a su oponente que en realidad no tiene cartas pertenecientes al palo del triunfo, por consiguiente cuanto robe una carta del mazo y ésta pertenezca al palo del triunfo, sin importar su valor deberá doblarla (ponerla hacia abajo) para que su oponente esté enterado, y deberá seguir doblando hasta que finalicen las cartas del mazo para robar o hasta que su oponente solicite otra carta perteneciente al palo del triunfo, después de ello el jugador ya no estará en la obligación de seguir revelando su juego y podrá juntar nuevamente todas las cartas de su baraja.